# Être dans le placard
L'expression « rester dans le placard » désigne les personnes LGBT qui n'ont pas divulgué leur orientation sexuelle ou leur identité de genre. Il est parfois également utilisé pour décrire toute personne qui cache une partie de son identité pour éviter des conséquences sociales, par exemple ses idéologies politiques.

## Historique
Dans l'Amérique de la fin du XXe siècle, le placard devient une métaphore importante de la vie gay, ainsi que le concept de coming out. Le concept oppose le fait d'être dans le placard, ou d'en être sorti ; les personnes qui y sont tendent à être décrites comme malheureuses et inauthentiques. Cependant, beaucoup de personnes sont dans l'obligation de rester dans le placard pour ne pas subir de répercussions économiques, sociales ou personnelles. En 1953, la peur violette mène à la mise en application d'un décret exécutif privant les personnes homosexuelles de travailler au sein du gouvernement fédéral des États-Unis, forçant des personnes à se cacher pour garder leur emploi. D'autres personnes restent dans le placard parce qu'elles ne savent pas comment exprimer ou n'acceptent pas leur sexualité ou genre.
Certaines tactiques servent à masquer son orientation sexuelle. Un exemple est le mariage lavande, ou un mariage à orientations mixtes servant à dissimuler la non-hétérosexualité d'au moins un des époux. La méthode est très répandue à Hollywood au début du vingtième siècle afin de protéger les carrières des artistes.
Au XXIe siècle, l'idée de « placard de verre » naît au sein des discours LGBT. Ce terme décrit des personnalités publiques qui ne cachent pas leur orientation sexuelle activement, mais qui ne la confirment jamais réellement non plus. Colton Haynes et Ricky Martin sont par exemple forcés à rester dans le placard pendant leur carrière,.

## Effets

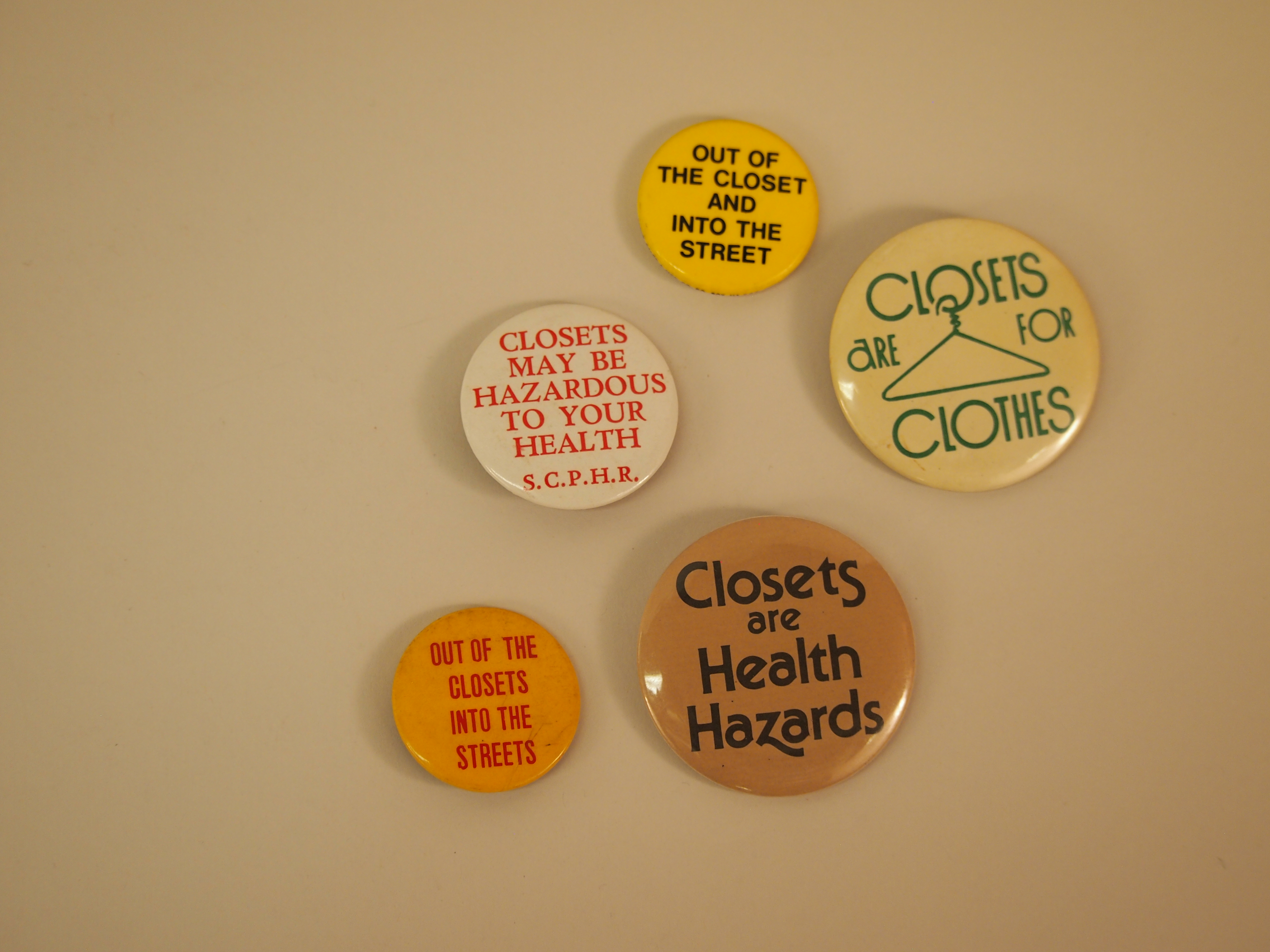
Collection de badges sur le thème d'être dans le placard.

En 1993, Michelangelo Signorile (en) écrit Queer in America, un livre dans lequel il explore les conséquences négatives du placard sur les personnes affectées et sur la société dans son ensemble.
Rester dans le placard nuit généralement à la santé mentale de l'individu, en particulier à l'adolescence, ce qui explique en partie la fréquence des tentatives de suicide des jeunes LGBTQ. Les femmes dans le placard sont deux fois plus souvent dépressives que celles qui sont out, alors qu'on observe le phénomène inverse chez les hommes. Le fait de rester dans le placard fait augmenter le coût des soins de santé et de sensibilisation du public aux questions LGBTQ.

## Fréquence
Une étude de 2019 de la Yale School of Public Health estime que 83 % des personnes LGBT dans le monde cachent leur orientation sexuelle.
Selon une enquête de 2020 de l'agence des droits fondamentaux de l'Union européenne, 30 % des personnes LGBT dans l'UE sont dans le placard. En Chine, une enquête de 2016 a révélé que 85 % des personnes LGBT n'ont parlé à personne de leur orientation sexuelle et 95 % ne l'ont pas révélée en dehors de leur famille. Aux États-Unis, 4 % des personnes gays et lesbiennes et 26 % des personnes bisexuelles le cachent à au moins une des personnes importantes dans leur vie.